# Kodeks Gertrudy

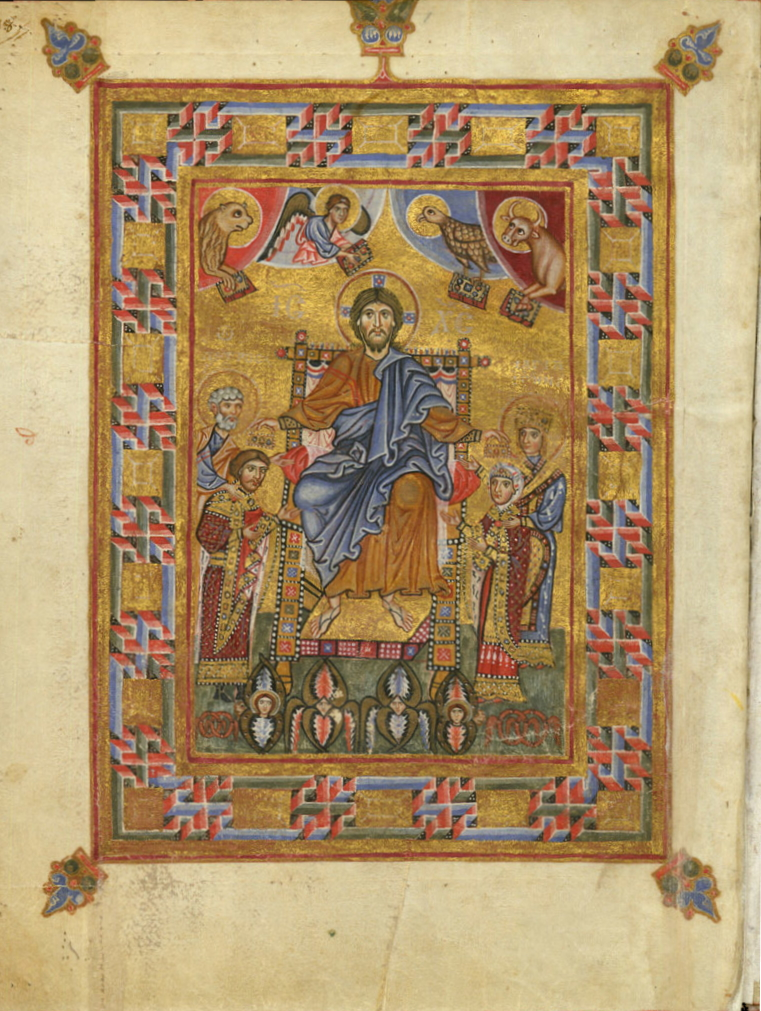
Miniatura z Chrystusem oraz Gertrudą i jej synem Jaropełkiem, fol. 10v

Kodeks Gertrudy (łac. Codex Gertrudianus), zwany również Psałterzem z Cividale, Modlitewnikiem Gertrudy, w literaturze zachodniej dominuje określenie Psałterz Egberta (łac. Psalterium Egberti; nie do końca dokładne, bowiem jest to nazwa głównego tekstu w kodeksie) – pergaminowy rękopis w formie kodeksu (o wymiarach: 239 mm × 187 mm), składającego się z 233 kart i zszytego w XI wieku. Jest przechowywany obecnie w Museo Archeologico Nazionale w Cividale del Friuli we Włoszech. Kodeks składa się z dwóch części: starszej — wykonanej dla arcybiskupa Trewiru Egberta w X wieku, i młodszej (z XI wieku — dla księżnej Gertrudy, córki króla Polski Mieszka II Lamberta i Rychezy. Psałterz zdobiony jest całostronicowymi miniaturami.

## Historia Psałterza

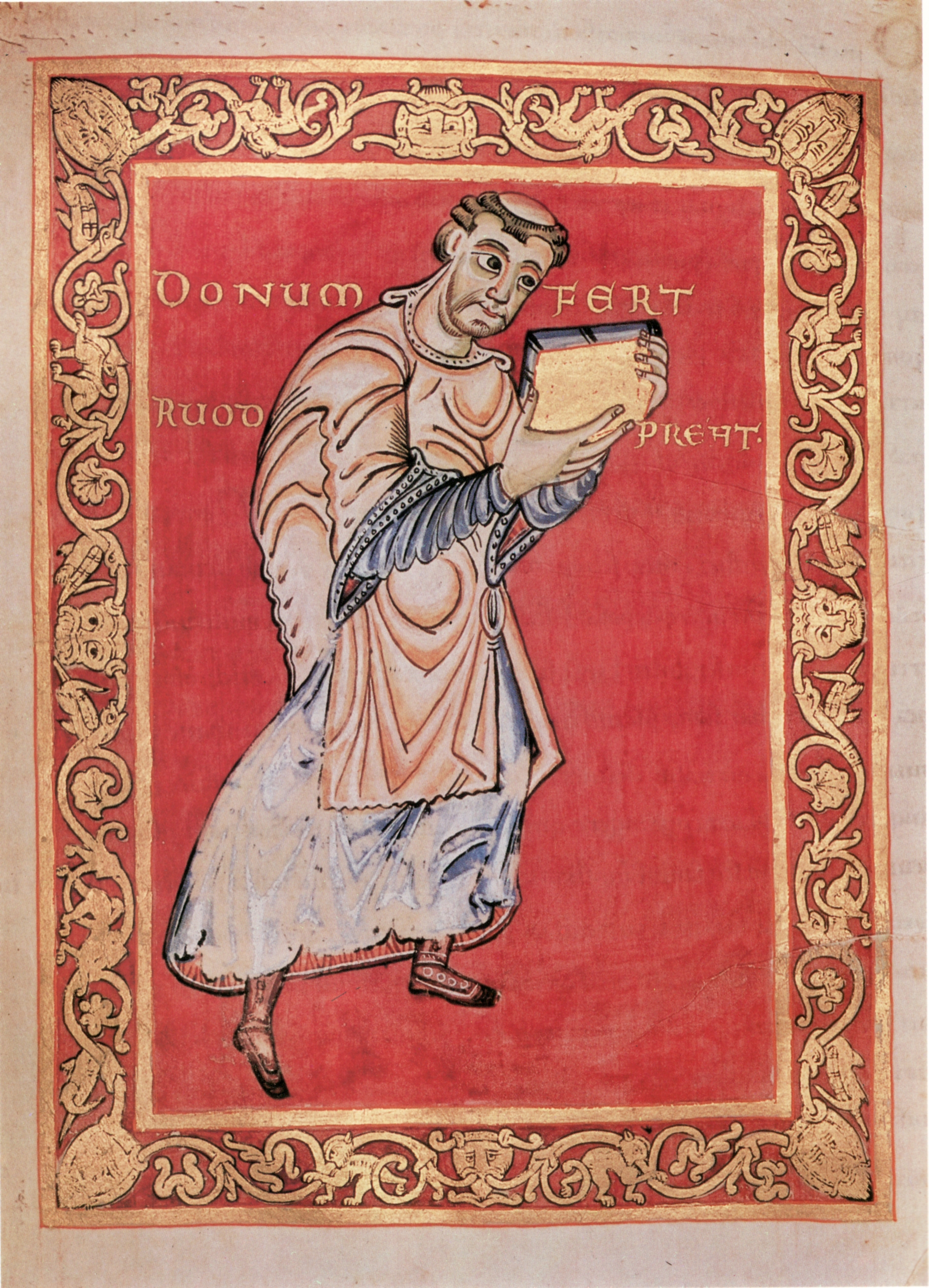
Mnich Ruodprecht, fol. 16v

Jego najstarsza część, w nauce znana jako Codex Egberti, została wykonana w drugiej połowie X w. dla arcybiskupa Trewiru Egberta; powstała najpewniej w klasztorze benedyktyńskim na wyspie Reichenau albo w Trewirze. Za jej twórcę uznaje się mnicha Rudoprechta/Ruodprechta. Na przełomie X i XI w. kodeks mógł trafić na dwór palatyna reńskiego Ezzona. Niewykluczone, że przez pewien czas był własnością dworu cesarskiego. Następnie mógł, jako posag córki Ezzona, Rychezy, żony Mieszka II od 1013, znaleźć się na terenie Polski. Ta przekazała go swojej córce Gertrudzie, żonie księcia Izasława Jarosławowicza. Wówczas to, w latach 70. XI wieku, do Psałterza dołączono nowszy poszyt pergaminowy, nazywany w nauce w rozmaity sposób (Folia Gertrudiana, Modlitewnik Księżnej Gertrudy).
Wśród badaczy polskich przyjęta jest teza, że gdy wnuczka Gertrudy, Zbysława, wyszła za mąż za Bolesława Krzywoustego (1103), była w posiadaniu Psałterza, który wraz z nią powrócił do Polski. W XII wieku trafił z kolei do opactwa Zwiefalten w Szwabii. Obecnie znajduje się on we Włoszech w Museo Archeologico Nazionale w Cividale del Friuli.

## Zawartość kodeksu
Kodeks Gertrudy ma wymiary 239 x 187 mm (Mariusz Leńczuk podaje 238 x 188 mm). Składa się z 233 kart pergaminowych. W XVIII stuleciu oprawiony został w skórę. W jego skład wchodzą Modlitewnik Gertrudy/Folia Gertrudiana (f. 2 — f. 14), Psalterium Egberti (f. 15 — f.205), następnie Litania universalis (f. 209r — f. 213r), Confessiones (f. 214r — f. 228r) i Ordinationes (f. 229r — 232v).

### Folia Gertrudiana
Same Folia Gertrudiana, od których rozpoczyna się kodeks, tworzy poszyt składający się z czterech bifoliów (tj. kart pergaminowych zagiętych wpół, tworzących tym samym 4 "strony" księgi): obecnie poszyt jest niekompletny: w pierwszym bifolium (f. 2 — f. 4) brak pierwszej karty, w drugim (f. 5  — f. 6) dwóch kart; trzecia i czwarta składka (f. 7  — 14) zachowały się w komplecie. Zawartość Foliów rozpoczyna się od kalendarza, za nim znajduje się miniatura św. Piotra w towarzystwie Gertrudy z rodziną, dalej zaś następują modlitwy. Następne trzy miniatury, pojawiające się w trzecim bifolium, przedstawiają scenę Narodzenia Pańskiego, scenę Ukrzyżowania oraz koronację Jaropełka i Kunegundy przez Chrystusa. Składka czwarta rozpoczyna się od sennika astrologicznego oraz prognostyku przyrodniczego; późniejszy badacz, Grzegorz Pac, charakteryzuje go jako prognostyk księżycowy. Dalej do końca Foliów następują kolejne modlitwy. Ponadto niektóre modlitwy gertrudiańskie nadpisywano na czystych stronach oraz marginesach całego kodeksu; w sensie treściowym Modlitewnik Gertrudy przenika więc na dalsze karty kodeksu i w związku z tym niemożliwe byłoby fizyczne wydzielenie go z reszty księgi. W obrębie Psałterza Egberta (f. 41r) znajduje się także ostatnia, piąta miniatura gertrudiańska, przedstawiająca Marię z Dzieciątkiem. Łącznie, licząc dopiski we wszystkich fragmentach kodeksu, Modlitewnik Gertrudy zawiera od 93 do 110 modlitw, zależnie od metody ich liczenia przez poszczególnych badaczy. Autorstwo modlitw przypisuje się Gertudzie, choć niewykluczone jest autorstwo jej spowiednika bądź innej osoby z najbliższego otoczenia. Ich charakter jest silnie osobisty, oparty często na indywidualnych wezwaniach (Ja, Gertruda), zaś treść i forma modlitw korelują z konkretnymi wydarzeniami z życia księżnej, co nadaje dziełu zabarwienia autobiograficznego. 

#### Kalendarz
Zdaniem badaczy rękopisu kalendarz, otwierający Folia, został napisany przez tego samego skrybę, który był autorem znajdującego się w modlitewniku prognostyku. Niewykluczone, że ta sama ręka pisała również stanowiące główną część Foliów modlitwy. Charakterystyczny zestaw świętych patronów pojawiających się w kalendarzu pozwala przypuszczać, że został on skomponowany w oparciu o inny kalendarz z ośrodka krakowskiego bądź praskiego. 52 najważniejsze święta zapisano w kalendarzu z wykorzystaniem złota. Z analizy treści kalendarza wynika, że został on dostosowany do osobistych preferencji  modlitewnych Gertrudy.

### Psalterium Egberti
Psałterz Egberta/Psalterium Egberti stanowi najobszerniejszą część księgi i niekiedy nazwa ta używana jest przez badaczy jako zbiorcze określenie kodeksu. Psałterz miał zostać wykonany na zamówienie arcybiskupa Trewiru Egberta. Powstawał najpewniej w latach jego pontyfikatu, czyli w okresie między 977 a 993. Podobnie jak Folia Gertrudiana, jest bogato iluminowany i zdobiony. Iluminacje zawarte w nim, utrzymane w stylu ottońskim, są ręki Ruodprechta, mnicha z Nadrenii (tenże mnich znajduje się na jednej z miniatur w kodeksie).  Ich stylistyka różni się od iluminacji gertrudiańskich, bliższych szkole bizantyjsko-kijowskiej.

### Litania universalis

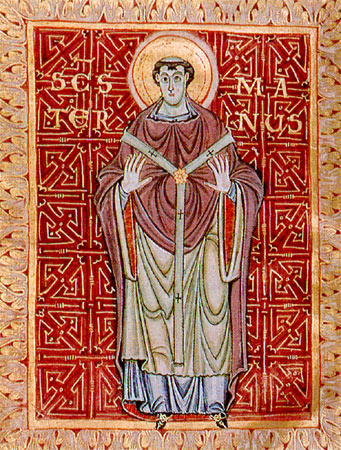
Miniatura ze świętym Maternusem z Kolonii, fol. 52v

Litania do wszystkich świętych, dołączona do psałterza, prawdopodobnie powstała później od niego, już po śmierci Egberta. Jest to pierwsza w historii litania do wszystkich świętych, która znalazła się na ziemiach polskich. W litanii wymieniono czternastu świętych biskupów Trewiru, co stanowi dowód, że kodeks pierwotnie miał trafić do tego miasta.

## Badania Kodeksu
Szeroko zakrojone badania nad Kodeksem Gertrudy rozpoczęli Heinrich Volbert Sauerland i Arthur Haseloff, publikując ich wyniki w 1901. Stan badań nad Kodeksem został opisany przez Dorotę Leśniewską w artykule z 1995. Badania nad Kodeksem zaowocowały w 1998 pierwszym przekładem na język polski autorstwa Brygidy Kürbis. W 2000 we Włoszech wydano facsimile kodeksu wzbogacone o komentarz naukowy. W 2001 ukazało się studium historycznoliterackie Modlitewnika pióra Teresy Michałowskiej. W 2006 ukazało się drugie, tym razem bilingwistyczne tłumaczenie Modlitewnika w opracowaniu Artura Andrzejuka.

## Obecność Kodeksu w kulturze muzycznej
Dwa teksty Gertrudy Mieszkówny z Kodeksu: Oratio pro vivis ac defunctis oraz Converte me, Domine ad te zostały wykorzystane w pieśniach na sopran i organy skomponowanych odpowiednio przez Romualda Twardowskiego oraz Marcina Tadeusza Łukaszewskiego i nagrane w 2017 na płycie Luctus / Żałość przez Dorotę Całek (sopran) i Mariettę Kruzel-Sosnowską (organy).